# Методи економічного аналізу
Ме́тод економі́чного ана́лізу — це науковий спосіб вивчення, становлення та розвитку господарських явищ і процесів. Він є сукупністю прийомів й способів дослідження господарської діяльності будь-якого економічного об'єкта шляхом виявлення та визначення взаємозв'язку і змін його параметрів, кількісного та якісного вимірювання впливу окремих факторів й їх сукупності на ці зміни.

## Класифікація методів економічного аналізу
Залежно від способу пізнання економічних систем, вони поділяються на три групи:
1. загальнонаукові;
2. економіко-логічні;
3. економіко-математичні.

Загальнонаукові методи:
1. Методи теорії пізнання (аналіз, синтез, індукція, дедукція).
2. Евристичні методи (Метод «мозкового штурму», анкетування, морфологічний метод, метод семикратного пошуку, Метод асоціацій та аналогій.)

Економіко-логічні методи
1. Методи детермінованого факторного аналізу (Методи елімінування, логарифмічний метод, інтегральний метод)
2. Методи загального аналізу (методи порівняння і групування, методи середніх величин та індексів, методи балансового зв'язку, графічні методи, методи комплексної оцінки).

Економіко-математичні методи (Методи економічної кібернетики, Методи дослідження операцій, економетричні методи, методи математичного програмування, Методи кореляційно-регресійного зв'язку).

## Наукові розробки в Україні
Науковими розробками в галузі методів економічного аналізу наразі займається Інститут економіки та прогнозування Національної академії наук України.